# Steve Speirs
Steve Speirs, nome d'arte di Steven Roberts (Troedyrhiw, 22 febbraio 1965), è un attore gallese.
Ha interpretato Sloan in Eragon (2006) e ha avuto una piccola parte in Pirati dei Caraibi - La maledizione del forziere fantasma (2006).

## Filmografia parziale

### Cinema
- Star Wars: Episodio I - La minaccia fantasma (Star Wars: Episode I - The Phantom Menace), regia di George Lucas (1999)
- D'Artagnan, regia di Peter Hyams (2001)
- Eragon, regia di Stefen Fangmeier (2006)
- Pirati dei Caraibi - La maledizione del forziere fantasma (Pirates of the Caribbean: Dead Man's Chest), regia di Gore Verbinski (2006)
- Inkheart - La leggenda di cuore d'inchiostro (Inkheart), regia di Iain Softley (2008)
- L'ordine naturale dei sogni (Cemetery Junction), regia di Ricky Gervais e Stephen Merchant (2010)
- Ladri di cadaveri - Burke & Hare (Burke & Hare), regia di John Landis (2010)

### Televisione
- L'ispettore Barnaby (Midsomer Murders) – serie TV, episodio 8x07 (2005)
- A Child's Christmases in Wales – serie TV (2009)
- Kröd Mändoon and the Flaming Sword of Fire – serie TV (2009)
- Casualty – serie TV (2010)
- Miranda – serie TV (2010)
- Doctors – soap opera (2006-2010)

## Doppiatori italiani
Nelle versioni in italiano delle opere in cui ha recitato, Steve Speirs è stato doppiato da:
- Lucio Saccone in Eragon, Pirati dei Caraibi - La maledizione del forziere fantasma
- Claudio Fattoretto in Inkheart - La leggenda di cuore d'inchiostro, L'ordine naturale dei sogni
- Massimo Corvo in D'Artagnan

Da doppiatore è sostituito da:
- Ermavilo in Star Wars: Episodio I - La minaccia fantasma